# Miaotou (köpinghuvudort i Kina, Hubei Sheng, lat 30,59, long 113,78)
Miaotou (kinesiska: 庙头, 庙头镇) är en köpinghuvudort i Kina. Den ligger i provinsen Hubei, i den centrala delen av landet, omkring 48 kilometer väster om provinshuvudstaden Wuhan. Antalet invånare är 30 254. Befolkningen består av 14 731 kvinnor och 15 523 män. Barn under 15 år utgör 13,0 %, vuxna 15-64 år 76 %, och äldre över 65 år 10,0 %.
Runt Miaotou är det mycket tätbefolkat, med 1 095 invånare per kvadratkilometer. Närmaste större samhälle är Xiannüshan, 7,2 km nordost om Miaotou. Trakten runt Miaotou består till största delen av jordbruksmark.
Genomsnittlig årsnederbörd är 1 441 millimeter. Den regnigaste månaden är juli, med i genomsnitt 203 mm nederbörd, och den torraste är december, med 19 mm nederbörd.